# Matang Panyang (Baktiya Barat)
Matang Panyang is een bestuurslaag in het regentschap Aceh Utara van de provincie Atjeh, Indonesië. Matang Panyang telt 997 inwoners (volkstelling 2010).